# Antoine Maximilien de Belleforière
Pour les autres membres de la famille, voir Maison de Soyécourt.
Antoine Maximilien de Belleforière de Soyécourt (1591-1649) était un noble picard du XVIIe siècle, gouverneur de Corbie lors du siège de 1636. Il fut, par sa mère, l'unique descendant masculin de la Maison de Soyécourt et en hérita les titres et les terres.

## Biographie

### L'union de deux grandes familles
Antoine Maximilien de Belleforière était le fils de Ponthus de Belleforière, chevalier, gentilhomme de la chambre du roi de France, possesseur de la seigneurie de Belleforière tenue du château de Lens (Ponthus de Belleforière...aliène sa seigneurie de Belleforière tenue du château de Lens ; – remise par Philippe II , à Ponthus de Belleforière des droits seigneuriaux dus à cause de cette vente), gouverneur de Corbie, seigneur d'Itres, chevalier de l'ordre de Saint-Michel et de Françoise de Soyécourt, héritière de la seigneurie de Soyécourt et de vingt-six autres seigneuries, parmi lesquelles la seigneurie de Tilloloy, ce mariage scella l'union des deux familles.
Antoine Maximilien, en outre, acquit, en 1626, le fief des Grandes Tournelles à Montdidier et celui de Roye ainsi que les seigneuries de Guerbigny et de Saint-Mard.
En 1618, il épousa Judith de Mesme dont il eut trois enfants parmi lesquels Charles Maximilien de Belleforière.

### Une brillante carrière militaire au service du roi de France
En 1616, il fut autorisé par la régente Marie de Médicis à lever un corps d'infanterie à son nom et soutint contre les princes révoltés, le siège de Soissons en 1617. En 1620, il soutint le jeune roi Louis XIII contre sa mère à la bataille des Ponts-de-Cé, près d'Angers. En 1621 et 1622, il prit part à la campagne du Languedoc, présent notamment au siège de Clairac.
Il devint conseiller d’État en 1620 et servit en Lorraine sous les ordres de Louis de Marillac, puis de 1627 à 1629 en Picardie. Il devint Maréchal de camp en 1630. Il combattit en Provence et participa à la prise de Brégançon et de Saint-Tropez en 1631.
Il fut nommé le 11 novembre 1634, lieutenant du roi au gouvernement de Picardie et gouverneur de Corbie, comme son père.

### Le siège de Corbie
En 1636, Belleforière, gouverneur de Corbie, disposait de 1 600 hommes d'armes pour défendre une place forte en partie démantelée. Il devait faire face aux 30 000 hommes de l'armée espagnole commandée par Jean de Werth. Au bout de seize jours de siège, Belleforière préféra négocier sa reddition, pour éviter le pillage de la ville. Ses troupes purent quitter Corbie avec armes et bagages et gagner Amiens. Richelieu ordonna alors qu'on se saisisse du gouverneur accusé de trahison, en vain : Belleforière s'était réfugié en Angleterre.
Avant même la reprise de Corbie, le conseil de guerre, présidé par Louis XIII en personne, se réunit à Amiens le 25 octobre. Il condamna par contumace le marquis de Soyécourt à être écartelé. Son corps fut brûlé en effigie à Amiens le 29 octobre 1636. Il fut privé de ses grades militaires et de ses titres de noblesse. Ses biens furent confisqués, ses bois de haute futaie furent coupés, son château de Tilloloy détruit.

### La réhabilitation
Cependant, après la mort de Richelieu, Belleforière obtint par un arrêt du Parlement de Paris du 13 septembre 1643, d'être réhabilité et rétabli dans ses fonctions, le roi l'indemnisant pour la reconstruction du château de Tilloloy. Rentré en France, il se démit de ses charges et se retira dans le couvent des dominicains du faubourg Saint-Germain où il mourut le 22 mars 1649.

## Pour approfondir